# Tretjärnarna (Vänjans socken, Dalarna)
Tretjärnarna är en sjö i Mora kommun i Dalarna och ingår i Dalälvens huvudavrinningsområde.